# 默内
默内（法語：Menet，法語發音：[mənɛ]）是法国康塔尔省的一个市镇，属于莫里亚克区。

## 地理
默内（45°17'49"N, 2°35'1"E）面积29.86 平方千米，位于法国奥弗涅-罗讷-阿尔卑斯大区康塔爾省，该省份为法国中南部省份，位于法國中央高原中心，北起科雷兹省、上盧瓦爾省和多姆山省，西接洛特省和科雷兹省，南至阿韦龙省和洛特省，东临上盧瓦爾省和洛泽尔省。
与默内接壤的市镇（或旧市镇、城区）包括：拉蒙斯利、勒蒙泰伊、里永埃斯蒙塔涅、圣艾蒂安德绍梅伊、特里扎克、瓦莱特。

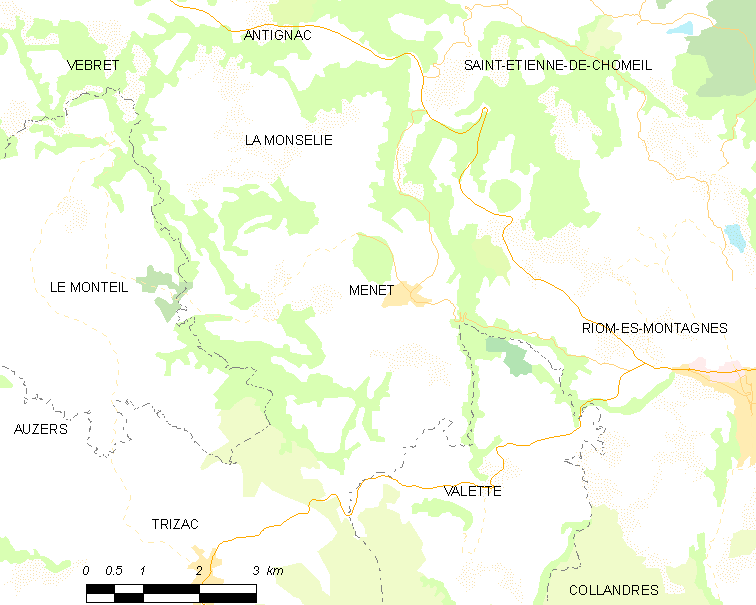
默内的OSM定位图

默内的时区为UTC+01:00、UTC+02:00（夏令时）。

## 行政
默内的邮政编码为15400，INSEE市镇编码为15124。

## 政治
默内所属的省级选区为里永埃斯蒙塔涅县。

## 人口

1962-2008年间默内人口变化图示

默内于2022年1月1日时的人口数量为531人。